# 一条輝良
一条 輝良（いちじょう てるよし）は、江戸時代中期の公卿。関白・一条道香の子。官位は従一位・左大臣、関白。一条家19代当主。

## 経歴
明和8年（1771年）に内大臣となり、以後、安永4年（1775年）12月2日、従一位。安永8年3月29日（1779年5月15日）右大臣、天明7年5月26日（1787年7月11日）左大臣、寛政3年（1791年）に関白となった。

## 系譜
- 父：一条道香
- 母：家女房
- 正室：懿姫 - 徳川重倫の娘
- 側室：家女房
  - 男子：一条忠良
- 生母不明の子女
  - 男子：西園寺実韶 - 西園寺賞季の養子
  - 女子：和子 - 鶴君、三条公修の室
  - 女子：輝子 - 壽美君、伏見宮貞敬親王御息所
- 養子
  - 女子：蜂須賀幸子 - 醍醐輝久正室、蜂須賀重喜三女
  - 女子：蜂須賀宗子 - 醍醐輝弘正室、蜂須賀休光の娘、蜂須賀至央養女
- 猶子
  - 男子：醍醐輝弘 - 醍醐輝久の長男